# Coma-raent
Coma-raent és una coma i una partida rural del terme municipal de Conca de Dalt, dins del territori de l'antic terme d'Aramunt, al Pallars Jussà. També és una coma, tot i que molt oberta.
Està situada al sector nord-oest de l'antic terme d'Aramunt, al sud del Serrat de Narçà, a ponent de les Espujos i al nord-est del Tros d'Ací. És al costat de llevant de la Carretera d'Aramunt.
Consta de quasi 6 hectàrees i mitja (6,4565) de secà, amb zones de matoll i terres improductives.